# Museu Militar de Lisboa
O Museu Militar de Lisboa é uma unidade museológica do Exército Português que se localiza no Largo dos Caminhos de Ferro em Lisboa, Portugal, em frente da Estação de Santa Apolónia.
O Museu Militar de Lisboa é o maior museu militar em Portugal e um dos mais antigos da cidade de Lisboa, sendo possuidor de um vasto e valioso património museológico.
O Museu Militar de Lisboa encontra-se classificado como Imóvel de Interesse Público desde 1963.

## História
Começou a ser organizado em 1842, no " Arsenal Real do Exército " pelo Barão de Monte Pedral, com a finalidade de guardar e conservar material bélico. O museu contém uma grande exposição de armas, uniformes e documentos militares históricos.
No reinado de D. Maria II, por Decreto Real de 10 de Dezembro de 1851, o edifício passou a denominar-se por Museu de Artilharia, nome que conservaria até 1926, data em que passou a ter a actual designação.
Nos finais do Séc. XIX e início do Séc. XX, o seu primeiro Director, General José Eduardo Castelbranco, para apoiar a exposição das peças, fez decorar novas salas com trabalhos dos nossos melhores artistas da época.
O edifício do museu foi em 1963 classificado por decreto como Imóvel de Interesse Público.
O Museu tem desde 1998 um espaço nas Caves para a realização de exposições temporárias e outros eventos culturais.
A 10 de junho de 2022, foi agraciado com o grau de Membro-Honorário da Ordem Militar de Sant'Iago da Espada.

## Coleções
A colecção de peças de artilharia em bronze é considerada uma das mais completas a nível mundial, e cujas peças são preciosos documentos históricos, tanto pelas suas inscrições e símbolos heráldicos, como pelas ornamentações bem ao estilo das épocas das respectivas fundições.
A colecção de azulejaria é constituída por vinte e seis painéis de azulejos, dos séculos XVIII, XIX e princípios do século XX que representam os factos mais notáveis da história nacional decorrido entre 1139 e 1918. São da autoria dos artistas José Estêvão Cancela, Vítor Pereira, Gustavo Bordalo Pinheiro e Leopoldo Batistini.
O Museu Militar de Lisboa, possui uma importante colecção de quadros, dos nomes mais aclamados da pintura portuguesa de finais do século XIX e início do século XX, tais como, Adriano Sousa Lopes, Columbano Bordalo Pinheiro, José Malhoa, Carlos Reis, Veloso Salgado, entre outros.
São também de destacar a colecção de escultura executadas por Delfim Maya, Rafael Bordalo Pinheiro e José Núncio.
As colecções do museu são apresentadas em 33 espaços expositivos.
Na visita, destaca-se a Sala Vasco da Gama com uma coleção de antigos canhões e murais modernos representando a descoberta do caminho marítimo para a Índia. No primeiro andar encontram-se as salas dedicadas à Primeira Grande Guerra. Outras salas descrevem a evolução das armas em Portugal, desde as lâminas de sílex, às lanças e às espingardas. O pátio dos canhões, conta a história de Portugal em 26 painéis de azulejos, desde a Reconquista cristã à Primeira Guerra Mundial. Existe também uma sala com peças miniaturas; e o museu tem cerca de 26 mil peças. Destaca-se ainda a Sala dos Gessos onde estão reunidas vários moldes para estatuária de figuras relevantes de Portugal, nomeadamente o molde da estátua de D. José I, localizada na Praça do Comercio.
Na parte mais antiga do museu, a secção de artilharia portuguesa, exibe o carro usado para o transporte das colunas do Arco da Rua Augusta, em Lisboa.

## Obras de arte
- Ilha dos Amores (Malhoa)
- O Velho do Restelo (Columbano)
- Drama de Inês de Castro (Columbano)